# Vladimir Aksjonov

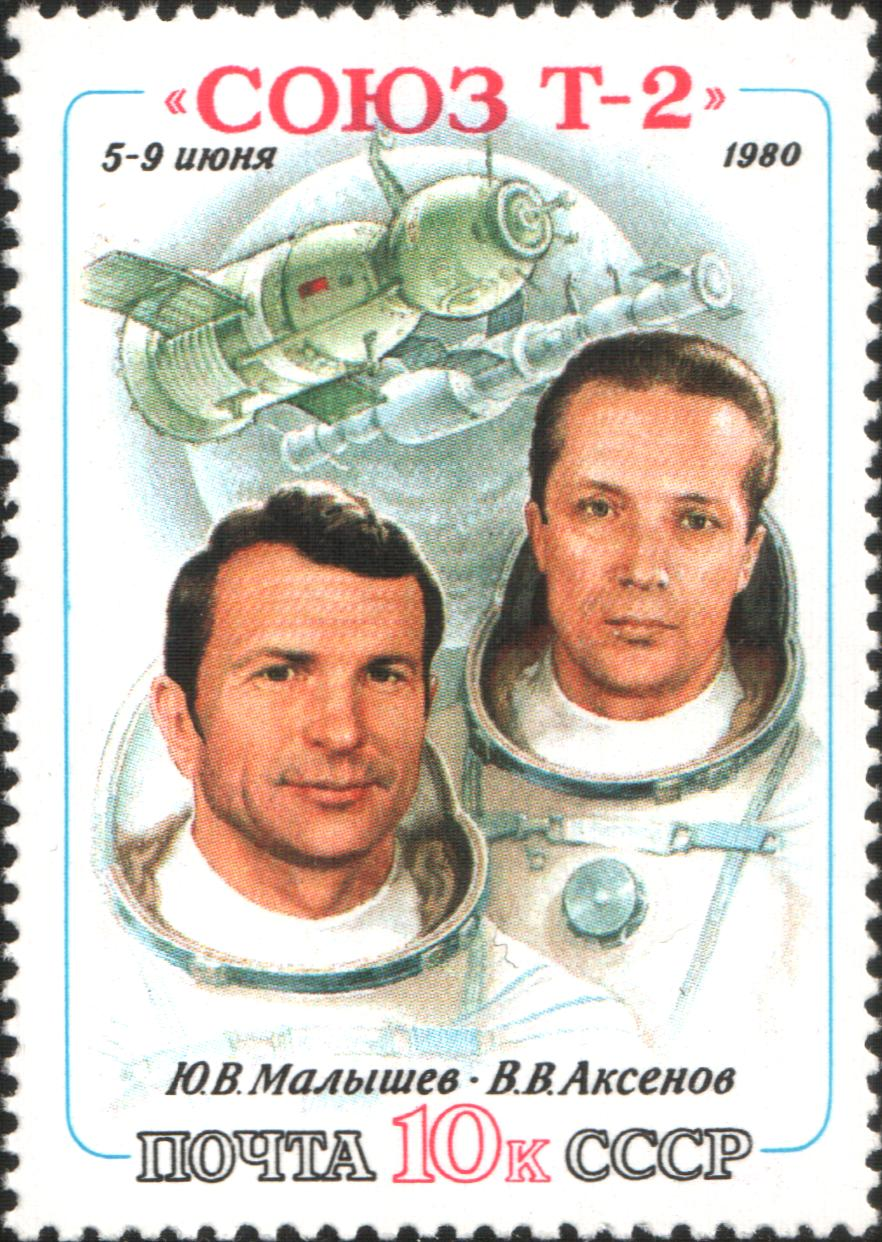
J. Malyšev a Vladimir Aksjonov

Vladimir Viktorovič Aksjonov (rusky Аксёнов, Владимир Викторович; 1. února 1935 Giblicy – 9. dubna 2024) byl sovětský kosmonaut ruské národnosti.

## Život
Narodil se 1. února 1935 v obci Giblicy v Rjazaňské oblasti SSSR. Otec zahynul ve druhé světové válce, matka mu zemřela v jeho 14 letech a tak vyrůstal u babičky a dědečka. Oba byli místní učitelé. Vzdělání získal nejprve na průmyslové škole v Mirišči u Moskvy, kam nastoupil rovnou do druhého ročníku. Roku 1953 přešel z podnětu Komsomolu na pilotní přípravku a 1955 do čugujevského leteckého učiliště. V roce 1957 začal pracovat v konstrukční kanceláři akademika Koroljova a místo létání se stal starším inženýrem konstruktérem na kosmodromu. Později byl přemístěn do výzkumné letecké laboratoře a odtud se přihlásil do oddílu připravujících se kosmonautů. V roce 1973 začal ve středisku svůj výcvik. V aktivní službě působil od 3. března 1973 do 17. října 1988.

## Lety do vesmíru
Roku 1976 se zúčastnil jako palubní inženýr pod velitelem Bykovským týdenního letu kosmické lodě Sojuz 22 se startem z kosmodromu Bajkonur. Zabývali se hlavně fotografováním novým typem fotoaparatury z NDR. Přistáli na území SSSR.
V roce 1980 byl inženýr Aksjonov členem první posádky zdokonalené kosmické lodi Sojuz T-2. Jejím velitelem byl Jurij Malyšev. Startovali z Bajkonuru. Společně se připojili k orbitální stanici Saljut 6, po třech dnech se odpojili a přistáli na Zemi, asi 200 km JV od Džezkazganu na území Kazachstánu. Let trval 95 hodin.
- Sojuz 22 (15. září 1976 – 23. září 1976)
- Sojuz T-2 (5. červen 1980 – 9. červen 1980)

## Po letech
Po obou letech se vrátil ke své profesi do konstrukční kanceláře. Byl ženatý, s manželkou Marinou měl dva syny, Valerije a Sergeje. Je dvojnásobným nositelem vyznamenání Hrdina Sovětského svazu.